# Tata Sabaya
Tata Sabaya je nejvýchodnější stratovulkán z trojice vulkánů Isluga, Cabaray a Tata Sabaya. Masiv vulkánu je tvořen převážně andezity. Koncem pleistocénu nastala masivní erupce, která zapříčinila kolaps masivu a vyprodukovala velkou kamennou lavinu, pokrývající plochu více než 300 km² jižně od vulkánu. Pozdější sopečná činnost během holocénu vytvořila sérii lávových dómů a proudů, tvořících současný vzhled vulkánu. Nejmladší produkty vulkanismu leží na západních a severozápadních svazích sopky.